# 平泉駅
平泉駅（ひらいずみえき）は、岩手県西磐井郡平泉町平泉字泉屋にある、東日本旅客鉄道（JR東日本）東北本線の駅である。
東北新幹線開業前は急行「いわて」「もりおか」などの急行列車も停車していた。

## 歴史

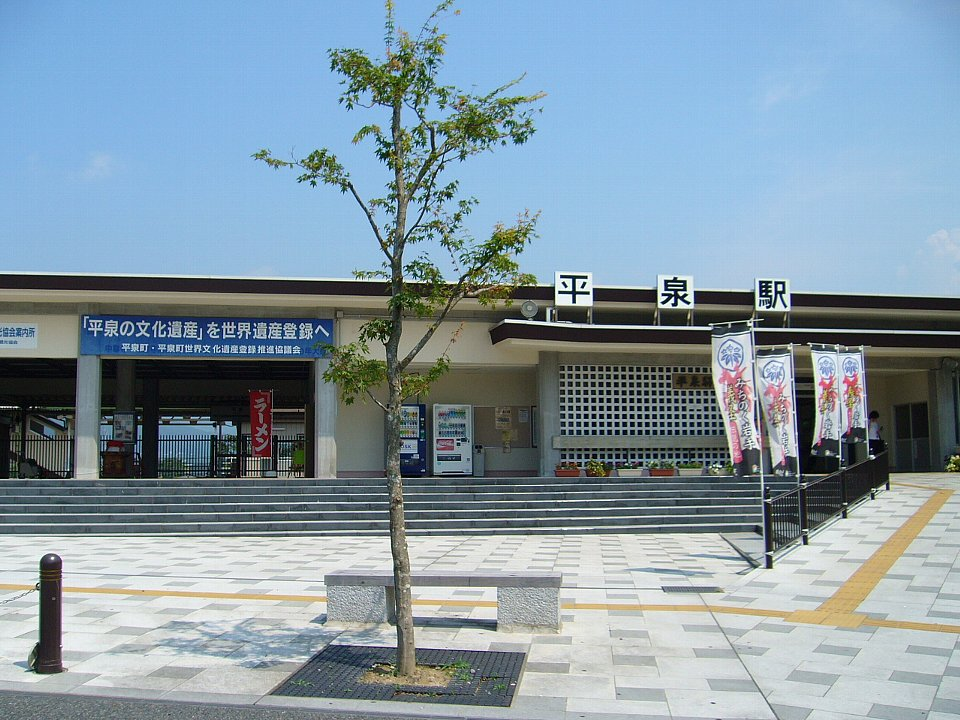
リニューアル前の駅舎（2006年8月）

- 1898年（明治31年）5月28日：日本鉄道の駅として開業[2]。
- 1906年（明治39年）11月1日：日本鉄道が国有化され、官設鉄道の駅となる[2]。
- 1945年（昭和20年）8月10日：午前10時ごろ、アメリカ軍の機銃掃射により被災[2][新聞 1]。駅周辺の民家45戸が炎上[2][新聞 1]。
- 1963年（昭和38年）4月1日：貨物の取り扱いを廃止[4]。
- 1985年（昭和60年）3月14日：荷物の扱いを廃止[4]。
- 1987年（昭和62年）4月1日：国鉄分割民営化により、東日本旅客鉄道の駅となる[2]。
- 2002年（平成14年）10月14日：東北の駅百選に選定される[2]。
- 2006年（平成18年）：業務委託化。平泉駅長（一ノ関駅副駅長待遇）廃止。
- 2011年（平成23年）
  - 10月9日：駅舎の店舗スペースの改修工事が終了。今までのキオスクに代わり、ニューデイズ平泉がオープン。
  - 11月1日：駅舎の改修工事のすべてが終わり、リニューアル記念式典開催[新聞 2]。
- 2012年（平成24年）6月28日：エコステモデル駅の整備が完了し、太陽光発電装置の稼働を開始する[2]。
- 2014年（平成26年）4月1日：一ノ関駅方面でICカード「Suica」の一部サービスが利用可能となる[報道 1][注 1]。
- 2024年（令和6年）10月1日：えきねっとQチケのサービスを開始[1][報道 2]。

## 駅構造
相対式ホーム2面2線を持つ地上駅である。かつてはホームをはさんで2番線の反対側に3番線があったが、現在は線路が撤去されている。
一ノ関駅管理の業務委託駅（JR東日本東北総合サービス委託）である。みどりの窓口、自動券売機、NewDaysがある。駅構内にはかつてNREみちのく運営の「そば処（軽食・みやげ店併設）」があったが、2007年（平成19年）3月限りで閉店した。また、簡易Suica改札機が設置されている。

### 駅舎
駅舎は、1966年（昭和41年）に建設された鉄筋コンクリート構造の平屋建てである。

#### 駅舎のリニューアル
2011年（平成23年）3月11日に発生した東北地方太平洋沖地震の際には、柱の座屈破壊、壁や柱等の構造体のひび割れや崩落など、駅舎が多大な被害を受けた。これと前後して、平泉が中尊寺や毛越寺を始めとした文化遺産を世界遺産へ登録することを目指していたことにあわせて、駅舎を外部、内部ともにリニューアルする計画を立てていた。このため、災害復旧工事と合わせた駅舎のリニューアル工事が同年5月より実施された。
リニューアル工事にあたっては、「自然・歴史・文化との調和」をコンセプトに置き、待合スペースの拡張や観光案内所の駅舎内への設置などにより、平泉観光の拠点駅としての役目を充実させた。また、駅舎周辺は歴史景観地区に該当していることから、駅外観については周囲等の景観等を考慮した上で、茶色を基調とし、外壁面にルーバーを設置した。駅名標は、中尊寺の金色堂をイメージできるように木目調の板に「平泉駅」の金文字をかたどったものとした。

#### エコステモデル駅整備
JR東日本では、「グループ経営ビジョン2020 - 挑む - 」内において、さまざまな環境保全技術を導入したエコステを開始することをうたっており、最初に中央本線四ツ谷駅がその対象となっていた。その後、平泉が世界遺産に登録されたこともあり、2011年（平成23年）12月に急遽平泉駅を対象とすることが決定され、2012年（平成24年）4月16日より工事に着手した。この際の基本コンセプトとして、駅使用電力を自然エネルギーで賄うことにより、「ゼロ・エミッション」を達成することとしていた。このため、駅東側に太陽光発電の設置 (78 kW)、蓄電池 (240kWh) の設置および駅舎内や事務室にLED照明を導入することとなった。その後、同年6月28日に完成して、発電を開始した。

### のりば
| 番線 | 路線      | 方向 | 行先                 |
| ---- | --------- | ---- | -------------------- |
| 1    | ■東北本線 | 下り | 北上・花巻・盛岡方面 |
| 2    | ■東北本線 | 上り | 一ノ関方面           |

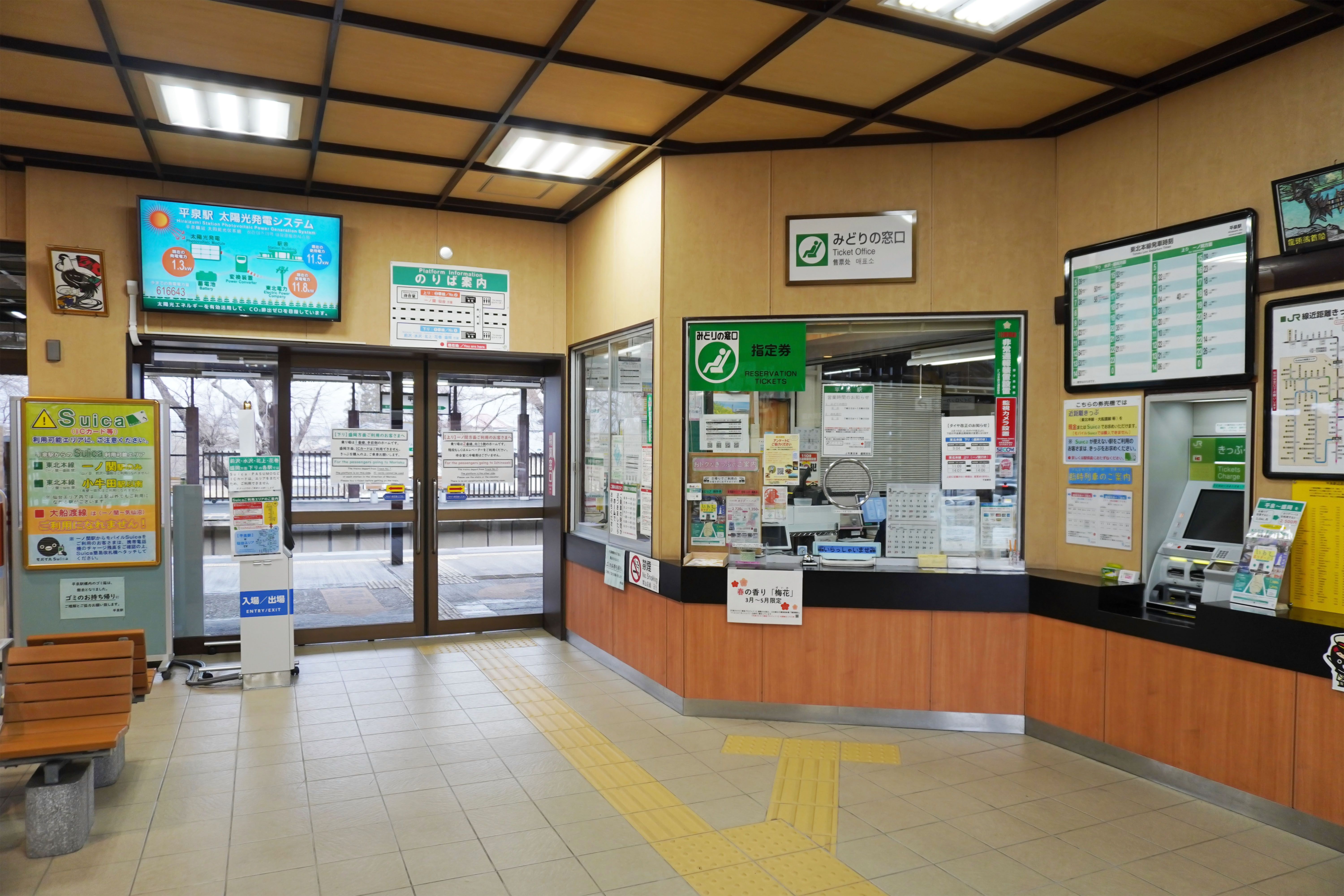
改札口と切符売り場（2024年3月）
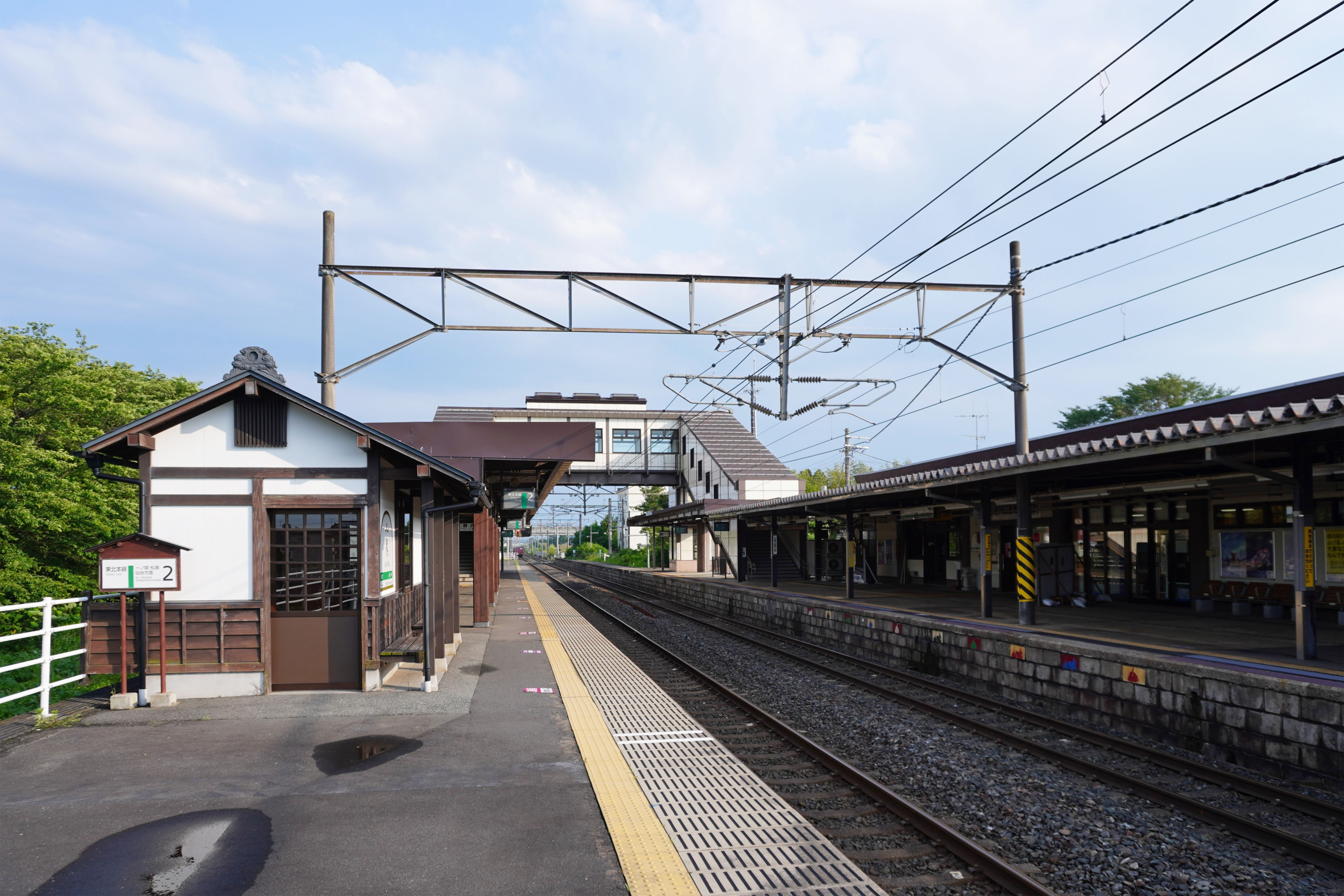
ホーム（2023年6月）

## 利用状況
JR東日本によると、2023年度（令和5年度）の1日平均乗車人員は396人である。
2000年度（平成12年度）以降の推移は以下のとおりである。
| 1日平均乗車人員推移 | 1日平均乗車人員推移 | 1日平均乗車人員推移 | 1日平均乗車人員推移 | 1日平均乗車人員推移 |
| 年度                | 定期外              | 定期                | 合計                | 出典                |
| ------------------- | ------------------- | ------------------- | ------------------- | ------------------- |
| 2000年（平成12年）  |                     |                     | 507                 | [ 利用客数 2 ]      |
| 2001年（平成13年）  |                     |                     | 488                 | [ 利用客数 3 ]      |
| 2002年（平成14年）  |                     |                     | 460                 | [ 利用客数 4 ]      |
| 2003年（平成15年）  |                     |                     | 460                 | [ 利用客数 5 ]      |
| 2004年（平成16年）  |                     |                     | 450                 | [ 利用客数 6 ]      |
| 2005年（平成17年）  |                     |                     | 499                 | [ 利用客数 7 ]      |
| 2006年（平成18年）  |                     |                     | 465                 | [ 利用客数 8 ]      |
| 2007年（平成19年）  |                     |                     | 463                 | [ 利用客数 9 ]      |
| 2008年（平成20年）  |                     |                     | 464                 | [ 利用客数 10 ]     |
| 2009年（平成21年）  |                     |                     | 424                 | [ 利用客数 11 ]     |
| 2010年（平成22年）  |                     |                     | 411                 | [ 利用客数 12 ]     |
| 2011年（平成23年）  |                     |                     | 472                 | [ 利用客数 13 ]     |
| 2012年（平成24年）  | 337                 | 233                 | 571                 | [ 利用客数 14 ]     |
| 2013年（平成25年）  | 282                 | 231                 | 513                 | [ 利用客数 15 ]     |
| 2014年（平成26年）  | 255                 | 216                 | 472                 | [ 利用客数 16 ]     |
| 2015年（平成27年）  | 237                 | 234                 | 472                 | [ 利用客数 17 ]     |
| 2016年（平成28年）  | 227                 | 245                 | 473                 | [ 利用客数 18 ]     |
| 2017年（平成29年）  | 226                 | 224                 | 450                 | [ 利用客数 19 ]     |
| 2018年（平成30年）  | 228                 | 209                 | 437                 | [ 利用客数 20 ]     |
| 2019年（令和元年）  | 216                 | 189                 | 405                 | [ 利用客数 21 ]     |
| 2020年（令和02年）  | 96                  | 189                 | 285                 | [ 利用客数 22 ]     |
| 2021年（令和03年）  | 101                 | 192                 | 294                 | [ 利用客数 23 ]     |
| 2022年（令和04年）  | 158                 | 201                 | 359                 | [ 利用客数 24 ]     |
| 2023年（令和05年）  | 183                 | 213                 | 396                 | [ 利用客数 1 ]      |

## 駅周辺
11 - 12世紀に栄えた奥州藤原氏の遺構が数多く点在する。平泉駅から中尊寺に続く1.4キロメートルが中尊寺通りとして整備されている。
- 中尊寺 - 平泉観光の中心地であり本駅が最も近いが、2番線ホームに徒歩40分と掲示され、徒歩ではやや遠い位置にある。駅からは各種バス[注 2]、タクシー、レンタサイクルなどを使うのが一般的[7]。
- 毛越寺
- 観自在王院跡
- 無量光院跡
- 北上川
  - 高舘橋（岩手県道206号相川平泉線）
- 岩手県道31号平泉厳美渓線
- 岩手県道110号平泉停車場中尊寺線
- 岩手県道260号一関平泉線
- 国道4号（平泉バイパス）
- 東北自動車道
- 道の駅平泉
- 平泉文化遺産センター
- 平泉温泉
- 平泉郵便局
- 平泉町役場
- 平泉ドライビングスクール（自動車学校）

## バス路線
| のりば | 運行事業者 | 路線・行先 | 備考                                                                  |
| ------ | ---------- | --- | --------------------------------------------------------------------- |
| 1      | 岩手県交通 | - 平泉町巡回バス「るんるん」：毛越寺・中尊寺・高館義経堂方面 - 厳美渓・達谷・平泉線：厳美渓・達谷窟・渓泉閣前方面 - 平泉・げいび渓線：げいび渓方面 | - 「厳美渓・達谷・平泉線」は通年運行 - 「平泉・げいび渓線」は期間運行 |
| 2      | 岩手県交通 | - 一関前沢線：一関駅前方面 / 中尊寺・イオン前沢店方面 - 夜行高速バス「イーハトーブ号」：大宮駅・川口駅・赤羽駅・池袋駅方面                         |                                                                       |
| －     | 東日本急行 | 高速バス「平泉中尊寺号」：仙台駅東口行 | 季節運行                                                              |

## その他
- 「藤原三代の栄華を現出した古都・平泉の玄関口にふさわしく、屋根に平安朝様式を取り入れた駅舎」として、東北の駅百選に選定された[8]。
- 第二次世界大戦中、アメリカ軍機に受けた跨線橋の機銃掃射の弾痕が現在、平泉駅待合室に展示されている。
- 東北本線における仙台近郊区間、およびSuicaの仙台エリアは当駅が最北端である[注 1]。

## 隣の駅
東日本旅客鉄道（JR東日本）
■東北本線
山ノ目駅 - 平泉駅 - 前沢駅

### 記事本文